# Пань Гэн
Пань Гэн (кит. 盤庚, пиньинь Pán Gēng) — восемнадцатый правитель из династии Шан. Он правил в 1401 — 1374 годах до н. э.

## Биография
Пань Гэн — сын  Цзу Дина. При рождении получил имя Цзы Сюнь (кит. 子旬). Около 1401 года до н. э., после смерти брата Ян Цзя, Гэн стал правителем. По разным данным, в 1400 или 1388 году до н. э. Гэн решил перенести столицу из города Янь, который постоянно страдал от наводнений, в город Инь (современный Иньсюй). По названию столицы историки называют это государство Шан-Инь.
Согласно древним китайским историкам, Пань Гэн был ответственным за государственные обязанности, много сделал для развития армии. При нём начало активно развиваться сельское хозяйство, а также появились новое ремесло — шелководство.
Его преемником стал его младший брат, Сяо Синь.